# Artemia salina
Espèce
L’artémie (Artemia salina) est une espèce de crustacés vivant dans les lacs salés, les lagunes et les marais salants, notamment dans le Grand Lac Salé au nord de l'Utah[réf. souhaitée], sur la côte rocheuse au sud de San Francisco, dans les salars d'Amérique du Sud, notamment au Chili et en mer Caspienne.
Lorsque les conditions de vie du milieu ne sont plus favorables, l'artémie est capable de produire des cystes, qui ont la faculté, après réhydratation, de donner naissance à une larve appelée nauplius (nauplii au pluriel), et ce parfois même des années après. La résistance des cystes aux changements de milieu, en état de cryptobiose, leur permet de survivre à des températures extrêmes (−190 °C), et un petit pourcentage est capable de résister dans l'eau bouillante (105 °C) pendant plus de deux heures.
Mais la facilité de stockage des cystes et les qualités nutritionnelles des nauplii en ont surtout fait une nourriture de choix pour la plupart des écloseries de poissons et de crustacés dans le monde. Les nauplii sont distribués aux larves dès l'éclosion ou après 24 à 48 heures d'enrichissement en protéines et lipides (à ce stade ce sont des métanauplii). Les élevages aquacoles sont donc de gros consommateurs d'œufs d'Artemia.
On utilise aussi les Artemia en aquariophilie : ce sont alors souvent les nauplie (bébé artémia) qui sont utilisés, frais ou congelés.

## Description
Adulte, Artemia salina mesure en moyenne 8 à 10 mm, mais peut atteindre 15 mm en fonction de son environnement.
Son corps allongé est généralement divisé en 20 segments et comporte 10 paires de pattes, appendices ressemblant à des feuilles et qui oscillent à un rythme régulier.
Les adultes peuvent être de couleur pâle, blanche, rose, verte ou transparente, et vivent généralement 3 à 4 mois. L'Artemia salina est de l'ordre Anostraca, qui signifie littéralement sans coquille. Son appartenance à la classe des branchiopodes indique que ses branchies sont situées sur le côté des pattes.
Certaines tirent leur couleur rose de leur alimentation, des algues monocellulaires de couleur rose. Celles ci contiennent des pigments issus de la photosynthèse dont des caroténoïdes. Elles transmettent ainsi cette couleur rose au reste de la chaîne alimentaire dont les Flamants.
Les artémies se reproduisent au bout de 4 semaines. Cette reproduction peut être sexuée et, si ce n’est pas le cas, les femelles ont recours à la parthénogènese (la femelle féconde ses œufs elle même). Elle garde ensuite ses œuf à l’arrière de son corps dans une poche et rejette ensuite petit à petit les œufs de son sac en faisant des boucles dans l’eau.

## Usage domestique
Les artémies sont faciles à élever. Elles sont parfois proposées aux poissons d'ornement.

### Les Pifises
En France, différents magazines pour la jeunesse ont offert à leurs lecteurs, sous forme de gadget, des œufs d'artémies à faire éclore :
- Pif Gadget n°60 (13/04/1970) : « Le sachet miracle ! La poudre de vie »[5] sous le nom de « Pifises ».
- Pif Gadget n°241 (08/10/1973) : « Des animaux de la préhistoire vivants »[6] sous le nom d'« Artémia Salina ».
- Pif Gadget n°447 (19/09/1977) : « Les Artemia Salina le miracle de la vie… »[7].
- Pif Gadget n°625 (17/03/1981) : « Les Artemia : ils dorment depuis des milliards d’années, redonne-leur la vie… »[8].
- Pif Gadget (nouvelle série) n°1 (01/07/2004) : « Donne la vie à tes Pifises ! »[9].
- Super Pif n°7 (28/03/2017) : « Ton gadget est vivant : Les Pifises ! »[10].
- Le Journal de Mickey (22/10/1997 et aussi en 2002).

Des kits d'élevage d'artémies sont également commercialisés comme jouets aux États-Unis à partir de 1957 sous la marque Instant Life puis Sea-Monkeys (en) depuis 1962 ; les « stupéfiants singes de mer » étaient alors vendus par Harold von Braunhut avec des méthodes relevant nettement de l'escroquerie.